# رود بيري
رود بيري (بالإنجليزية: Rod Perry)‏ (و. 1941 – م) هو ممثل، وممثل تلفزيوني، من الولايات المتحدة الأمريكية، ولد في كوتسفيل.

## وصلات خارجية
- رود بيري على موقع IMDb (الإنجليزية)
- رود بيري على موقع ألو سيني (الفرنسية)
- رود بيري على موقع أول موفي (الإنجليزية)
- رود بيري على موقع قاعدة بيانات برودواي على الإنترنت (الإنجليزية)
- رود بيري على موقع قاعدة بيانات الأفلام السويدية (السويدية)
- رود بيري على موقع قاعدة بيانات الفيلم (الإنجليزية)